# 阿根廷国家科技大学

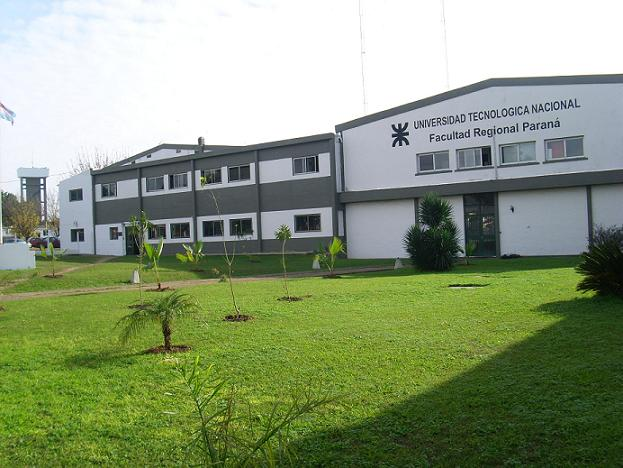
阿根廷国家科技大学

阿根廷国家科技大学（西班牙语：Universidad Tecnológica Nacional, UTN）是阿根廷国家公立大学。学校致力于工程学和自然科学教育。全校大约75000学生，是仅次于布宜诺斯艾利斯大学阿根廷规模最大的学校之一。学校有29个分校分布在阿根廷各个省市。工程课程主要有：
航天工程 Aeronautical Engineering 
化学工程 Chemical Engineering 
土木工程 Civil Engineering 
电机工程 Electrical Engineering 
电子工程 Electronic Engineering 
工业工程 Industrial Engineering 
信息系统 Information Systems 
机械工程 Mechanical Engineering 
通过45次期末考试，4-5学年的学习后学生可以得到一个工程学的学位，某些课程通过后可以得到政府颁发的资格证书。阿根廷国家科技大学是阿根廷唯一一所致力于工程学教育的公立大学。几乎所有课程最后拿到的都是一个工程学学位。大多数课程也有大专文凭授予学生。学校在研究生阶段也开设大量不同阶段的课程，同时有不同的称号，比如专家，硕士及博士（PHD）。
阿根廷50%以上的工程师毕业于国家科技大学，有机构预测在2010年至2012年间将有75%以上阿根廷的工程师毕业于国家科技大学。
学校16个研究中心代表着国家科技大学的研究力与发展。这些研究中心的主要研究方向有：化学工程，信息技术，能量与环境，机器人技术，机械及建筑。

## 国家科技大学

### 历史
阿根廷国家科技大学成立于1959年，是阿根廷公认的第一名牌国立工科大学。大学在阿根廷全国各地均有分校，现共有7万多名在校生。阿根廷75%以上的工程师都出自该校，其毕业生大都成为阿根廷国家技术精英。该校学生毕业证就是工作通行证.

### 开设专业
本科：民事工程，电子工程，电力工程，工业工程，机械工程，化学工程，高级程序员，食品工业高级技术员，冶金工程，航海工程，纺织工程，资讯工程师，航天工程师，农村管理，机电工程师等。
大专/师专：技术师，资讯应用高级技术师，电力高级技术师，机械、汽车和热力机械高级技术师，自动和智能机械，电子，化学和应用化学，物理和应用物理，技术设计，英语和技术英语，数学和应用数学，技术教师，英语及技术英语教师，数学及应用数学教师等。
研究生：技术教育，化学教育，数学教育，食品技术，大学教育等。